# Канберрский кетамин

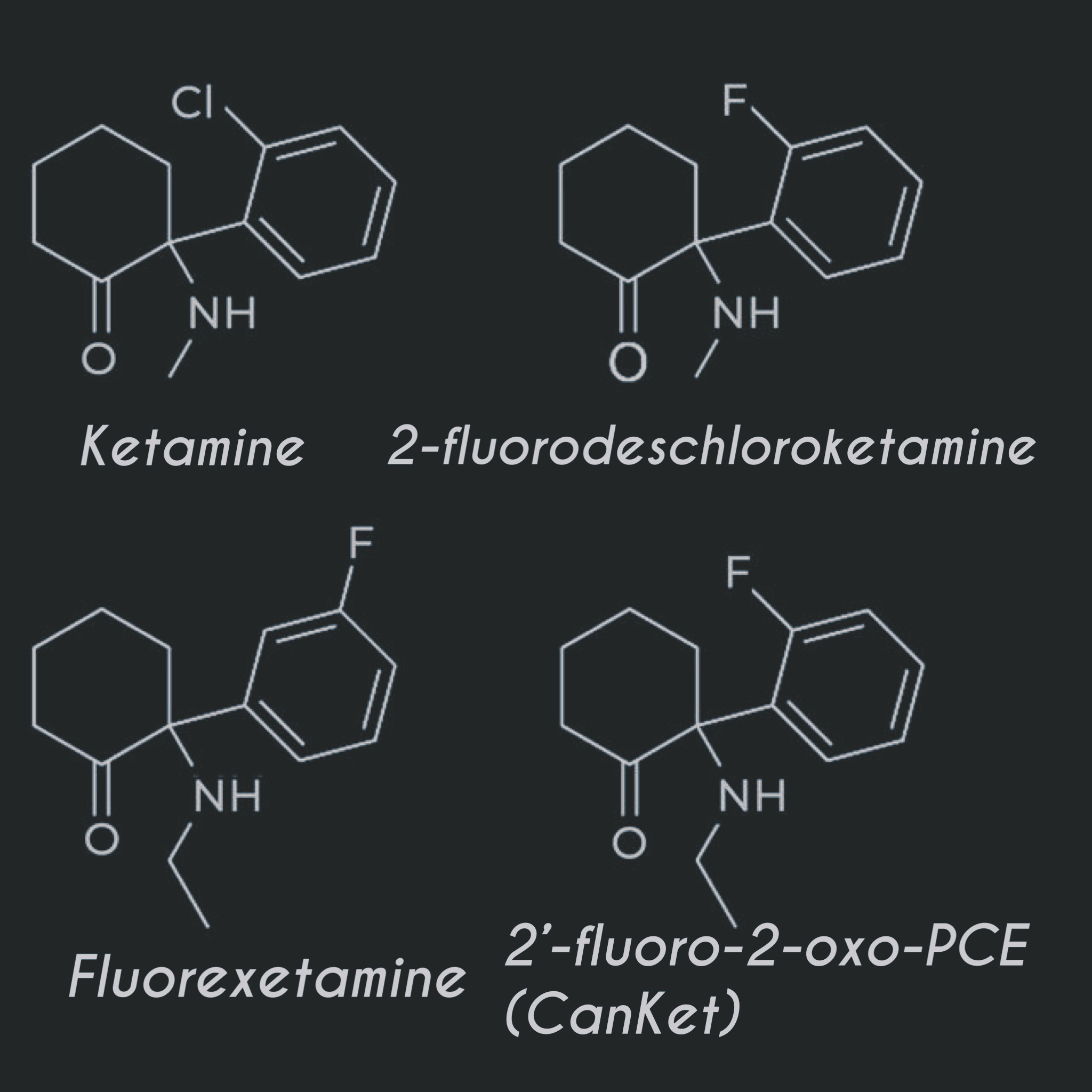
Формулы химических веществ

Канберрский кетамин или CanKet (с англ. Canberra ketamine) — рекреационный, кетаминоподобный наркотик, обнаруженный австралийской службой тестирования таблеток CanTEST. CanKet, напоминающий кетамин, но с неизвестными побочными эффектами, был обнаружен учеными на первом стационарном испытательном полигоне в Австралии.
Образец Канберрского кетамина был проведен через инфракрасный спектрометр с преобразованием Фурье, содержащий базу из более чем 30 000 химических веществ. Анализ показал, что CanKet может быть новым аналогом 2-Fluorodeschloroketamine, но сомнения сподвигли ученых использовать инструмент сверхвысокоэффективной хроматографии с матрицей фотодиодов (UPLC-PDA), который в результате выдал кетамин, так как скорость развития вещества была идентичной. Однако, поглощение ультрафиолетового излучения было отключено. Анализы показали, что ни кетамина, ни 2-Fluorodeschloroketamine 2-FDCK там вовсе не было. Канберрский кетамин оказался чистым и новым наркотиком.
Тесты показали, что вещество содержит касторовое масло, которое входит в запрещённые наркотики и используется в медицине. После данного анализа, ученые использовали метод газовой хромато-масс-спектрометрией (ГХ-МС), который показал возможность наличия фторексетамина или изомера. Наличие фторексетамина было опровергнуто ЯМР-спектроскопией и выяснилось, что это было соединение 2'-фтор-2-оксо-фенилциклогексилетиламин, которое ранее никогда не упоминалось и не встречалось.. Результаты были подтверждены другими международными организациями, связанными с наркотическими веществами.